# Yaw Preko
Yaw Preko (* 8. September 1974 in Accra) ist ein ehemaliger ghanaischer Fußballspieler, der im Sturm eingesetzt wurde.
Preko kam insgesamt 68-mal in der ghanaischen Nationalmannschaft zum Einsatz und erzielte dabei mindestens fünf Tore. Außerdem wurde er 1991 U-17-Weltmeister und gewann bei den Olympischen Spielen 1992 mit der U-23-Mannschaft die Bronzemedaille.

## Karriere
seine Karriere begann ursprünglich bei Powerlines, einem kleinen ghanaischem Verein. Prekos erster europäischer Verein war RSC Anderlecht. Dort gewann er drei belgische Meisterschaften, einmal den belgischen Pokal und einmal den belgischen Supercup. Von 1977 bis 2004 spielte er in der Türkei. Danach wurde er bei Halmstads BK unter Vertrag genommen. Er verließ diesen Verein jedoch 2005, weil Halmstads BK seinen Vertrag nicht verlängern wollte. Preko wechselte zu Al-Ettifaq und spielte dort bis 2007. Anschließend spielt er bei Hoàng Anh Gia Lai, einem Verein aus Vietnam, und beendete dort 2007 endgültig seine Karriere, obwohl er immer wieder sein Interesse an eine Rückkehr zur ghanaischen Liga andeutete.